# 大和市指定文化財一覧
大和市指定文化財一覧（やまとししていぶんかざいいちらん）は、神奈川県大和市指定の文化財や史跡等を一覧形式でまとめたものであるが、全てを掲載しているわけではない。

## 有形文化財

### 建造物
- 観音寺 厨子 〔大和市下鶴間〕 1972年2月25日指定
- 深見神社 社号標 〔大和市深見〕 1972年2月25日指定
- 慶長年間の墓 〔大和市深見〕 1972年2月25日指定 ※仏導寺所有
- 徳本念仏塔 〔大和市深見〕 1972年2月25日指定 ※仏導寺所有
- 坂本家の墓 〔大和市深見〕 1972年2月25日指定 ※仏導寺所有
- 善徳寺 厨子 〔大和市鶴間〕 1972年2月25日指定
- 旧小川勝家住宅 〔大和市上草柳〕 1984年4月28日指定 ※郷土民家園
- 旧北島忠義家住宅 〔大和市上草柳〕 1986年9月28日指定 ※郷土民家園
- 旧小倉可光家住宅 〔大和市下鶴間〕 1995年4月27日指定 ※下鶴間ふるさと館
- 旧小倉家可光家住宅土蔵 〔大和市下鶴間〕 1997年4月24日指定 ※下鶴間ふるさと館
- 大津家長屋門 〔大和市下和田〕 1997年7月24日指定

### 彫刻
- 諏訪神社 御神像 〔大和市下鶴間〕 1972年2月25日指定
- 坂本小左ェ門重安の位牌 〔大和市深見〕 1972年2月25日指定
- 田中八幡宮 御神像 〔大和市代官〕 1972年2月25日指定
- 木造優婆尊尼座像 〔大和市福田〕 1981年8月1日指定 ※蓮慶寺所有
- 木造地蔵菩薩半跏像 〔大和市下鶴間〕 1981年8月1日指定 ※観音寺所有
- 銅造誕生釈迦仏立像 〔大和市上草柳〕 1981年8月1日指定 ※善徳寺所有
- 木造阿弥陀如来立像 〔大和市上和田〕 2004年7月29日指定 ※信法寺所有

### 工芸品
- 旧子ノ社 鰐口 〔大和市深見〕 1981年8月1日指定
- 仏導寺 梵鐘 〔大和市深見〕 1981年8月1日指定
- 諏訪神社北辰一刀流奉納額 〔大和市下鶴間〕 1994年4月1日指定
- 田中八幡宮天然理心流奉納額 〔大和市代官〕 1998年9月10日指定

## 民俗文化財

### 無形民俗文化財
- 福田神社囃子獅子舞 〔大和市福田〕 1969年1月10日指定
- 薬王院双盤念仏 〔大和市上和田〕 1978年4月21日指定

## 史跡・名勝・天然記念物

### 史跡
- 旧石川家墓地 〔大和市上和田〕 1988年4月1日指定 ※信法寺
- 旧中根家墓地 〔大和市福田〕 1988年4月1日指定 ※常泉寺
- 旧小倉家住宅宅地 〔大和市下鶴間〕 2003年6月25日指定 ※下鶴間ふるさと館

### 天然記念物
- タブノキ 〔大和市代官〕 1966年6月11日指定
- ハルニレ（なんじゃもんじゃの木） 〔大和市深見〕 1972年2月25日指定 ※深見神社
- ケヤキ 〔大和市下和田〕 1972年2月25日指定
- ケヤキ 〔大和市福田〕 1972年2月25日指定